# Minniza nigrimanus
Minniza nigrimanus är en spindeldjursart som beskrevs av Volker Mahnert 1991. Minniza nigrimanus ingår i släktet Minniza och familjen Olpiidae. Inga underarter finns listade i Catalogue of Life.